# 小行星8047
小行星8047（8047 Akikinoshita）是一颗绕太阳运转的小行星，为主小行星带小行星。该小行星于1995年1月31日发现。

## 轨道参数
小行星8047的轨道半长轴为2.3679965 UA，离心率为0.167。